# Medasina obliterata
Medasina obliterata är en fjärilsart som beskrevs av Moore 1867. Medasina obliterata ingår i släktet Medasina och familjen mätare. Inga underarter finns listade i Catalogue of Life.